# Asociación Española de Clubes Náuticos
La Asociación Española de Clubes Náuticos (AECN) es una asociación privada, constituida con el objeto de crear una entidad societaria de primer orden con representación en todo el país, para la defensa de los intereses de los clubes náuticos y el fomento deportivo, cultural y recreativo de los deportes náuticos en España. 

## Historia
La Asociación Española de Clubes Náuticos se fundó el 3 de octubre de 1998. En ella se integraron siete de los ocho clubes miembros de la Asociación Náutica de Clubes del Atlántico (ANCLA), que se había fundado en febrero de 1993 y que organizaba la Regata España Verde-Paradores con el recorrido Guecho-Santander-Gijón-Ferrol-La Coruña-Portosín-Bayona. Con la incorporación de 13 clubes más, la AECN se formó con 20 clubes asociados. En 2013 causaron baja el Real Club Náutico de Sangenjo y el Monte Real Club de Yates de Bayona, mientras que se incorporó el Real Club Náutico de Calpe. Entre todos suman más de 65.000 socios.

## Clubes miembros
Los 19 clubes náuticos miembros de la AECN son:
| Grímpola | Club                                             | Sede                       |
| -------- | ------------------------------------------------ | -------------------------- |
|          | Club de Mar de Almería                           | Almería                    |
|          | Real Club Astur de Regatas                       | Gijón                      |
|          | Real Club de Regatas de Alicante                 | Alicante                   |
|          | Real Club Marítimo de Melilla                    | Melilla                    |
|          | Real Club Marítimo de Santander                  | Santander                  |
|          | Real Club Marítimo del Abra y Real Sporting Club | Guecho                     |
|          | Real Club Mediterráneo                           | Málaga                     |
|          | Real Club Náutico de Arrecife                    | Arrecife                   |
|          | Real Club Náutico de Barcelona                   | Barcelona                  |
|          | Real Club Náutico de Calpe                       | Calpe                      |
|          | Real Club Náutico de Castellón                   | Castellón de la Plana      |
|          | Real Club Náutico de Gran Canaria                | Las Palmas de Gran Canaria |
|          | Real Club Náutico de La Coruña                   | La Coruña                  |
|          | Real Club Náutico de Palma                       | Palma de Mallorca          |
|          | Real Club Náutico de San Sebastián               | San Sebastián              |
|          | Real Club Náutico de Tenerife                    | Santa Cruz de Tenerife     |
|          | Real Club Náutico de Valencia                    | Valencia                   |
|          | Real Club Náutico de Vigo                        | Vigo                       |
|          | Real Club Náutico del Puerto de Santa María      | El Puerto de Santa María   |

## Actividad deportiva

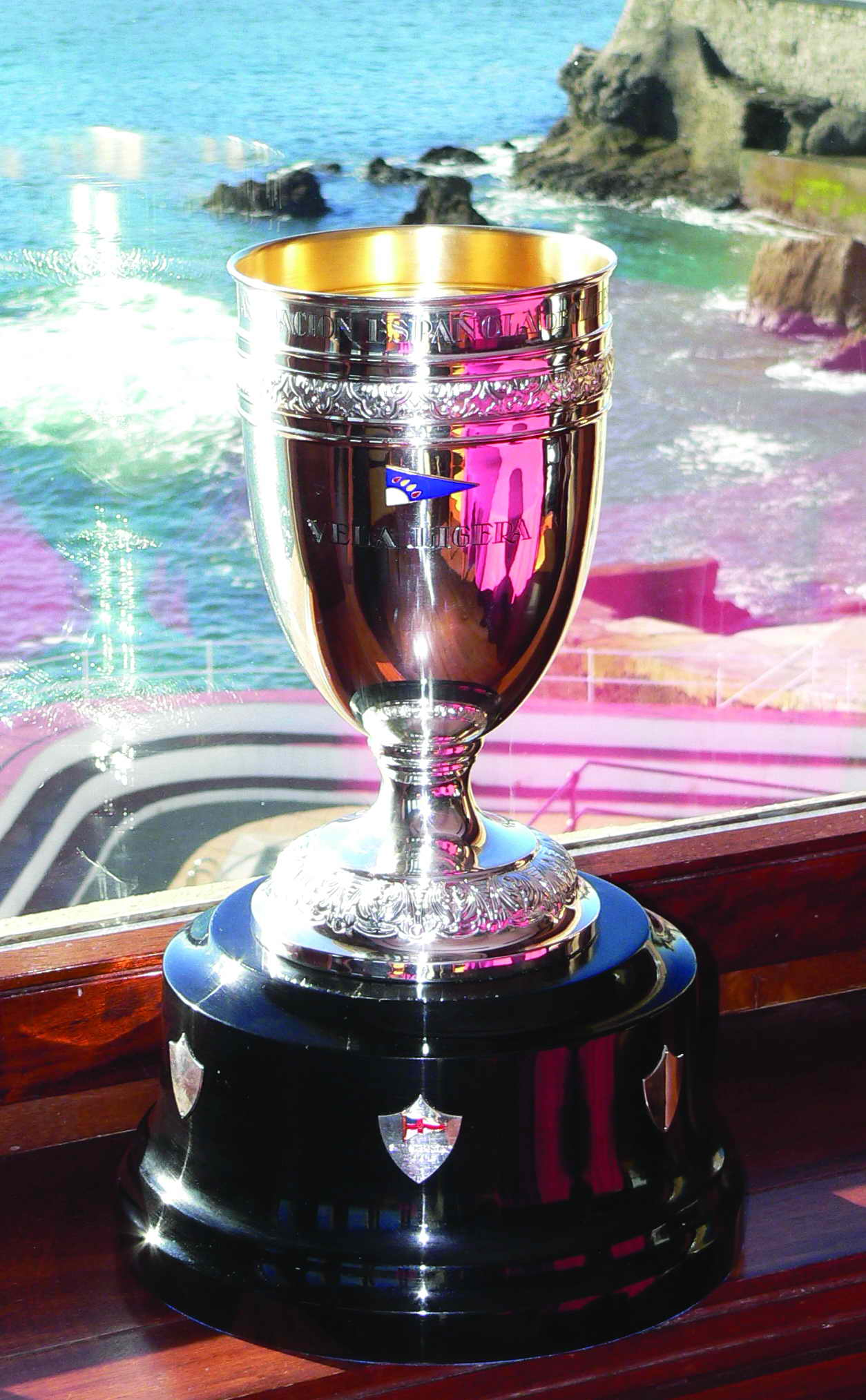
Trofeo de la Asociación Española de Clubes Náuticos

Además de la actividad individual de cada club, la AECN organiza el Trofeo de la Asociación Española de Clubes Náuticos desde el año 2001, que disputan las flotas de Optimist, Laser Radial, Laser 4.7, 420 y Snipe de los clubes miembros. 
En esta competición se entregan premios a los mejores clasificados de cada clase, pero el Trofeo propiamente dicho (Trofeo Permanente de la AECN) se entrega al club ganador por equipos, puntuando las dos mejores clasificaciones de cada club en cada una de las clases, descartándose la clase en la que peor clasificación se haya obtenido. El Trofeo es propiedad de la asociación y el club ganador se responsabiliza de su custodia hasta la celebración de la siguiente edición.

## Publicaciones
La AECN publica la revista Nautas.